# Parathesis angustifolia
Parathesis angustifolia är en viveväxtart som beskrevs av Cyrus Longworth Lundell. Parathesis angustifolia ingår i släktet Parathesis och familjen viveväxter. Inga underarter finns listade i Catalogue of Life.